# جورج هنت (عازف جاز)
جورج هنت (بالإنجليزية: George Hunt)‏ هو عازف جاز أمريكي، ولد في 1906، وتوفي في 1946.

## وصلات خارجية
- جورج هنت على موقع ميوزك برينز (الإنجليزية)
- جورج هنت على موقع ديسكوغز (الإنجليزية)